# Brewster (unitate de măsură)
Brewsterul este o unitate de măsură tolerată a constantei fotoelastice.
Reprezintă constanta fotoelastică a corpului în care o presiune de 10-7 at introduce - între raza ordinară și cea extraordinară a unei radiații monocromatice de lungime de undă λ (în vid) ce se propagă perpendicular pe direcția presiunii - o diferență de drum optic egală cu λ.
Relația de echivalență cu unitatea corespunzătoare din SI este:
1 brewster = 1 · 10-12 m/N.